# Dorgeles Nene
Dorgeles Nene (* 23. Dezember 2002 in Kayes) ist ein malischer Fußballspieler.

## Karriere

### Verein
Nene begann seine Karriere beim Guidars FC. Im Januar 2021 wechselte er nach Österreich zum FC Red Bull Salzburg, bei dem er einen bis Mai 2025 laufenden Vertrag erhielt. Zunächst sollte er aber für das zweitklassige Farmteam FC Liefering zum Einsatz kommen.
Sein Debüt in der 2. Liga gab er im Februar 2021, als er am 14. Spieltag der Saison 2020/21 gegen den SC Austria Lustenau in der Startelf stand. In seinem ersten Profi-Halbjahr kam der Offensivspieler zu 15 Zweitligaeinsätzen, in denen er zwei Tore erzielte. In der Saison 2021/22 kam er bis zur Winterpause in allen 16 Partien zum Zug und machte dabei acht Tore. Im Januar 2022 wurde Nene an den Bundesligisten SV Ried verliehen. Für Ried spielte er 14 Mal in der Bundesliga und erzielte dabei zwei Tore.
Zur Saison 2022/23 kehrte Nene für die Vorbereitung nach Salzburg zurück und rückte in den Bundesligakader von Red Bull. Vor Saisonbeginn wurde er aber ein zweites Mal verliehen, diesmal nach Belgien an den Erstligaaufsteiger KVC Westerlo. In Westerlo kam er zu 35 Einsätzen in der Division 1A, in denen er 13 Tore erzielte. Zur Saison 2023/24 kehrte er wieder nach Salzburg zurück. In Folge kam er zu 56 Bundesligaeinsätzen, in denen er 18 Tore erzielte.
Im August 2025 wechselte Nene in die Türkei zu Fenerbahçe Istanbul.

### Nationalmannschaft
Nene debütierte im März 2022 im WM-Qualifikationsplayoff gegen Tunesien für die malische Nationalmannschaft.

### Privates
Dorgeles Nenes jüngerer Bruder Levy ist ebenfalls als Profifußballer aktiv, derzeit beim FC Nordsjælland.